# Zhangbei
Zhangbei är ett härad som lyder under Zhangjiakous stadsområde i Hebei-provinsen i norra Kina. Det ligger omkring 210 kilometer nordväst om huvudstaden Peking.
15 km norr om Zhangbei finns ruinerna av Zhongdu, som var en mycket kortlivad huvudstad för Yuandynastin.
1. ↑  http://www.geohive.com/cntry/cn-13.aspx